# Connect
Connect је хрватски хип-хоп и турбо-фолк састав. Састав су 1999. године основали Шала и Драги, а 2002. године су им се придружили Буразсел и Јура.

## Историја
Састав Connect је основан 1999. године. Јавности су се представили 2003. године у емисији Briljanteen Хрватске радио-телевизије, а током цијеле године састав је држао прво мјесто на топ листи демо извођача са пјесмом „Бриге угасим пјесмом”. Током 2003. и 2004. године започињу сарадњу са Миром Видовићем из студија Морис, а затим снимају свој први студијски албум са издавачком кућом „Менарт”.
Након синглова „Бриге угасим пјесмом”, „Кога она воли” и службених претсинглова „На, на, на” и „Супер пар”, најавни сингл албума била је пјесма „Вугљи, вугљи” на којој је гостовао Давор Гобац из Психомодо попа. Највећи хит била је пјесма „Јебеена”, са којом је састав изабран за добитника награде Златна кугла 2005. године.
Након распродатком трећег тиража свог првог студијског албума „Прво па мушко”, усљедило је поновно издање истоименог албума под симболичним називом „Ово није други албум” са додатком од 15 нових пјесам и 5 службених видео-спотова. На датом албуму се нашала и пјесма „Боја мојих вена” у сарадњи са Запречић бојсима, која је веома популарна међу навијачима НК Динама.
Састав је имао и запажену сарадњу са хрватском пјевачиком Влатком Покос, са којом је снимњена пјесма „Били смо скупа”, а која је постала љетни ритам и блуз хит који се нашао на врховим радијских топ љествица. Један од великих пројеката у којем је учествовао Connect, била је јесења програмска схема Нове ТВ за 2007. годину. Током израде пројекта у сарадњи са звијездама Нове ТВ снимњена је пјесма „Шта ће ми више”, као и службени видео-спот за пјесму.
Године 2008. Connect је са Запрешић бојсима снимио пјесму „Само је једно!”, која је била незванична химна фудбалске репрезентације Хрватске на Европском првенству у фудбалу 2008.

## Дискографија[3]

### Студијски албуми
- Прво па мушко (2007)
- У другом стању (2008)
- Лајв ин Бугалу! (2008)
- 3јумф (2011)

### Синглови
- Бриге угасим пјесмом (2003)
- Да вас чујем (2008)
- Само је једно! (2008)
- Џек и џони (2016)
- Ламборгини (2016)
- Ове ноћи (2016)
- Локација (2017)
- Крими мала (2017)
- Централни сепаре (2017)
- Гето девојка (2022)